# Francheville (Meurthe-et-Moselle)
Francheville ist eine französische Gemeinde mit 295 Einwohnern (Stand: 1. Januar 2022) im Département Meurthe-et-Moselle in der Region Grand Est (vor 2016: Lothringen). Sie gehört zum Arrondissement Toul und zum Kanton Le Nord-Toulois.

## Geografie
Francheville liegt etwa 19 Kilometer westnordwestlich von Nancy. Umgeben wird Francheville von den Nachbargemeinden Manoncourt-en-Woëvre im Norden, Avrainville im Norden und Nordosten, Jaillon im Nordosten und Osten, Villey-Saint-Étienne im Osten, Toul im Süden, Bouvron im Westen sowie Andilly im Nordwesten. 

## Bevölkerungsentwicklung
| Jahr                       | 1962 | 1968 | 1975 | 1982 | 1990 | 1999 | 2006 | 2019 |
| Einwohner                  | 249  | 238  | 223  | 229  | 256  | 288  | 287  | 288  |
| Quellen: Cassini und INSEE |      |      |      |      |      |      |      |      |

## Sehenswürdigkeiten
- Kirche Saint-Étienne aus dem 13. Jahrhundert

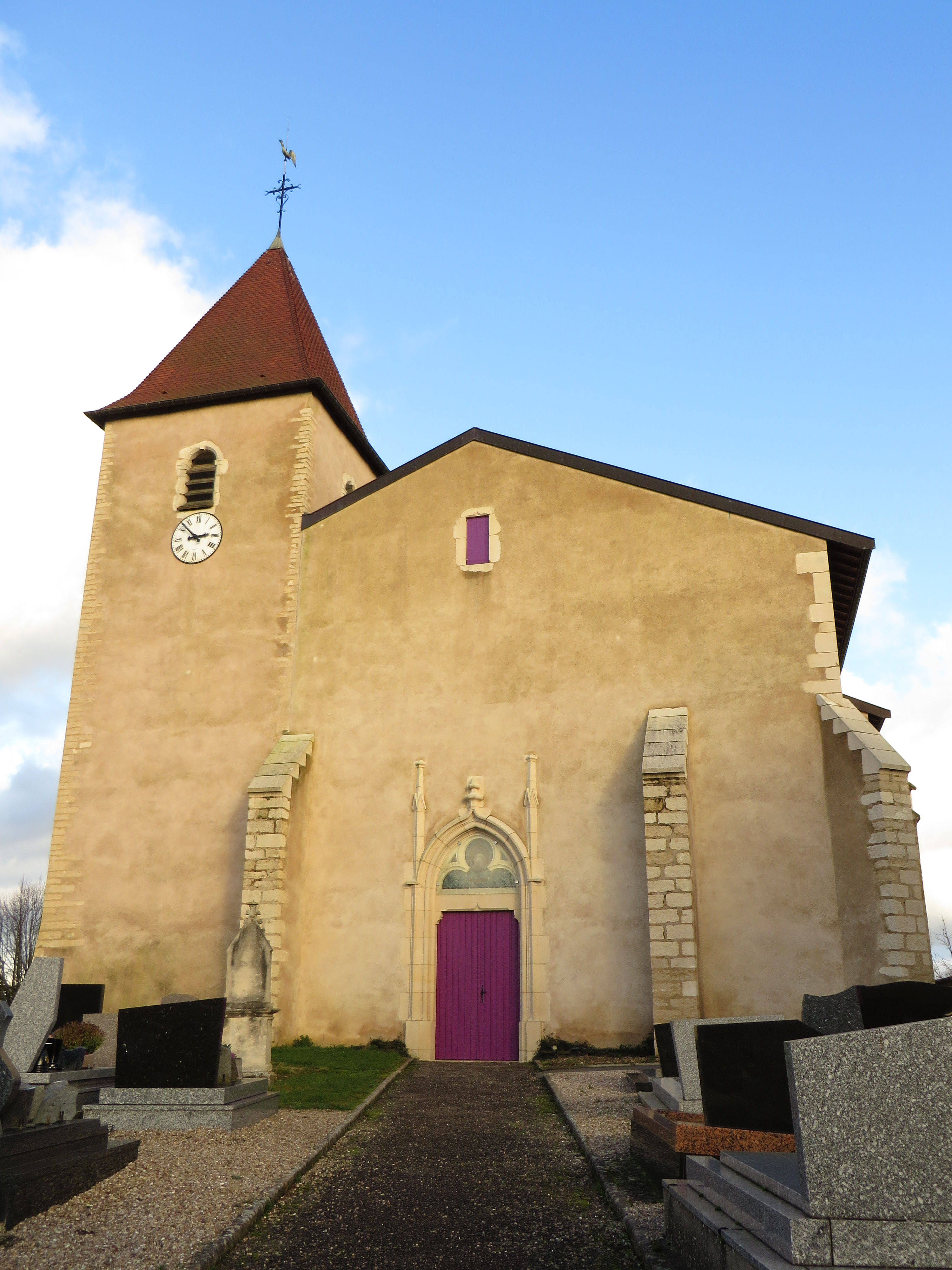
Kirche Saint-Étienne

- Zehntscheune